# Černovír (Ústí nad Orlicí)
Černovír (německy Cernovyr, Tschernowier) je vesnice a část města Ústí nad Orlicí. Nachází se na levém břehu Tiché Orlice. Po roce 1945 byla osídlena českým obyvatelstvem a byl založen Sbor dobrovolných hasičů Černovír. Z kulturních památek se zde nachází kaple sv. Gotharda, památník Jana Nepomuckého a v lese nad obcí sousoší Svaté Trojice.

## Historie
První písemná zmínka o vesnici pochází z roku 1544.

## Pamětihodnosti
Kaple sv. Gotharda je sálová stavba orientovaná, ukončená presbytářem zvenčí trojbokým. Členěna je vodorovnými a svislými pásy. V průčelí se nachází portál s kamenným ostěním. Letopočet 1851 ve štítu udává, kdy byla kaple postavena místo dřevěné zvonice. Nad průčelním štítem se nachází kovaný dvouramenný kříž s kovanými květy a rokaji. Vnitřní sál je zakončen půlkruhovou apsidou, strop je plochý. Kruchta ve je dvou sloupech, dřevěná, omítnutá. Hlavní oltář obsahuje válcový otáčivý tabernákl, rozvedený v křídla. Po stranách se nacházejí čtyři sloupy, nesoucí obíhající kladí. Stříška je zvonovitá s na ní umístěným mariánským obrazem. Po stranách se nacházejí adorující andělé z poloviny 19. století. Korpus varhan je trojdílný, s nižší střední částí, vsunutou do kruchtové balustrády. Mohutné, cípovitě vybíhající římsy, řezané náplně a křídla z pásků a akantů z první poloviny 18. století.

## Doprava
V Černovíře jsou dvě zastávky ČSAD (rozcestí a náves), také je zde zastávka ČD a osadou prochází cyklostezka z Ústí nad Orlicí do Letohradu. Vesnicí prochází elektrifikovaná jednokolejná železniční trať Ústí nad Orlicí – Letohrad – Lichkov a dále do Polska.

## Galerie

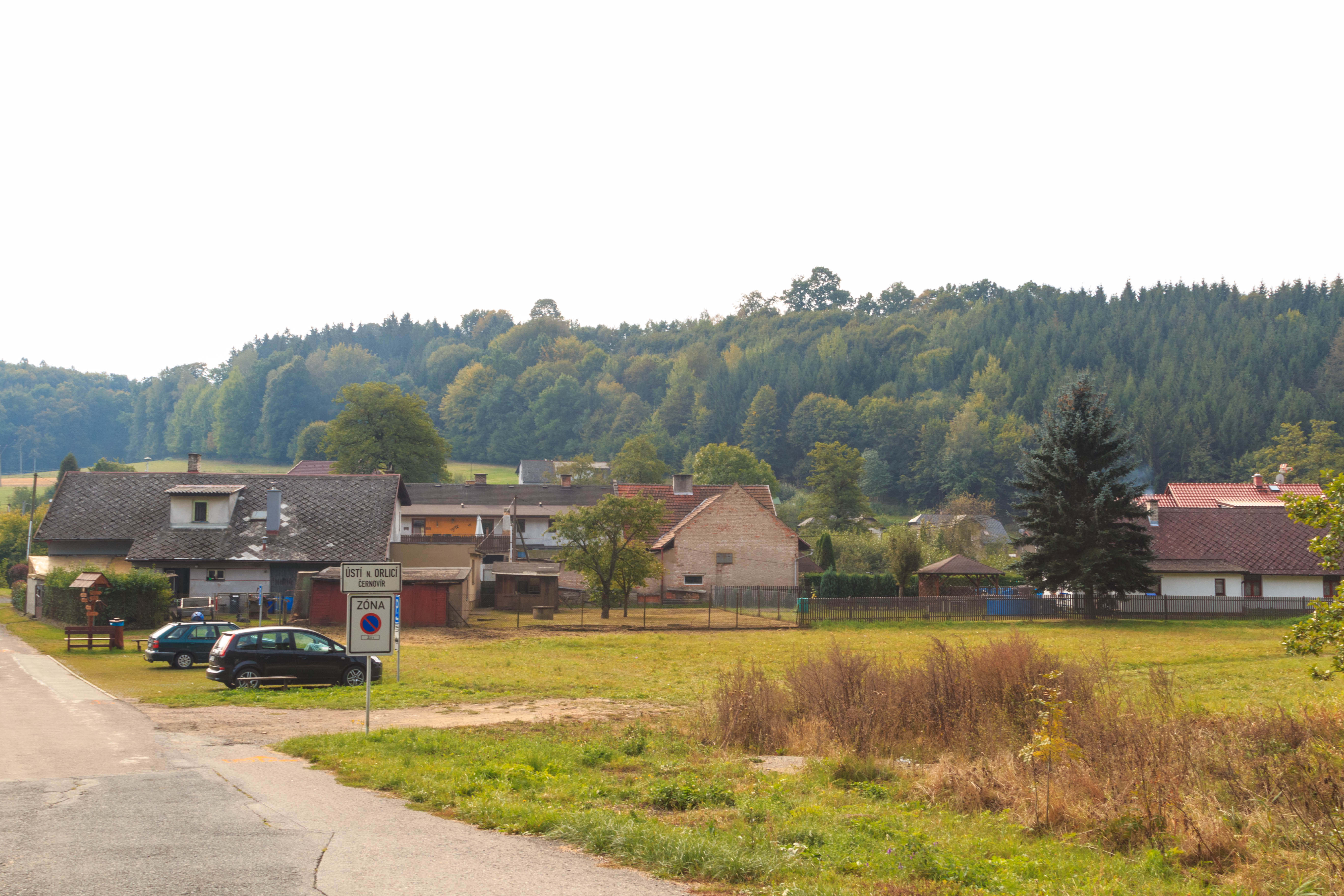
Černovír od vlakové zastávky
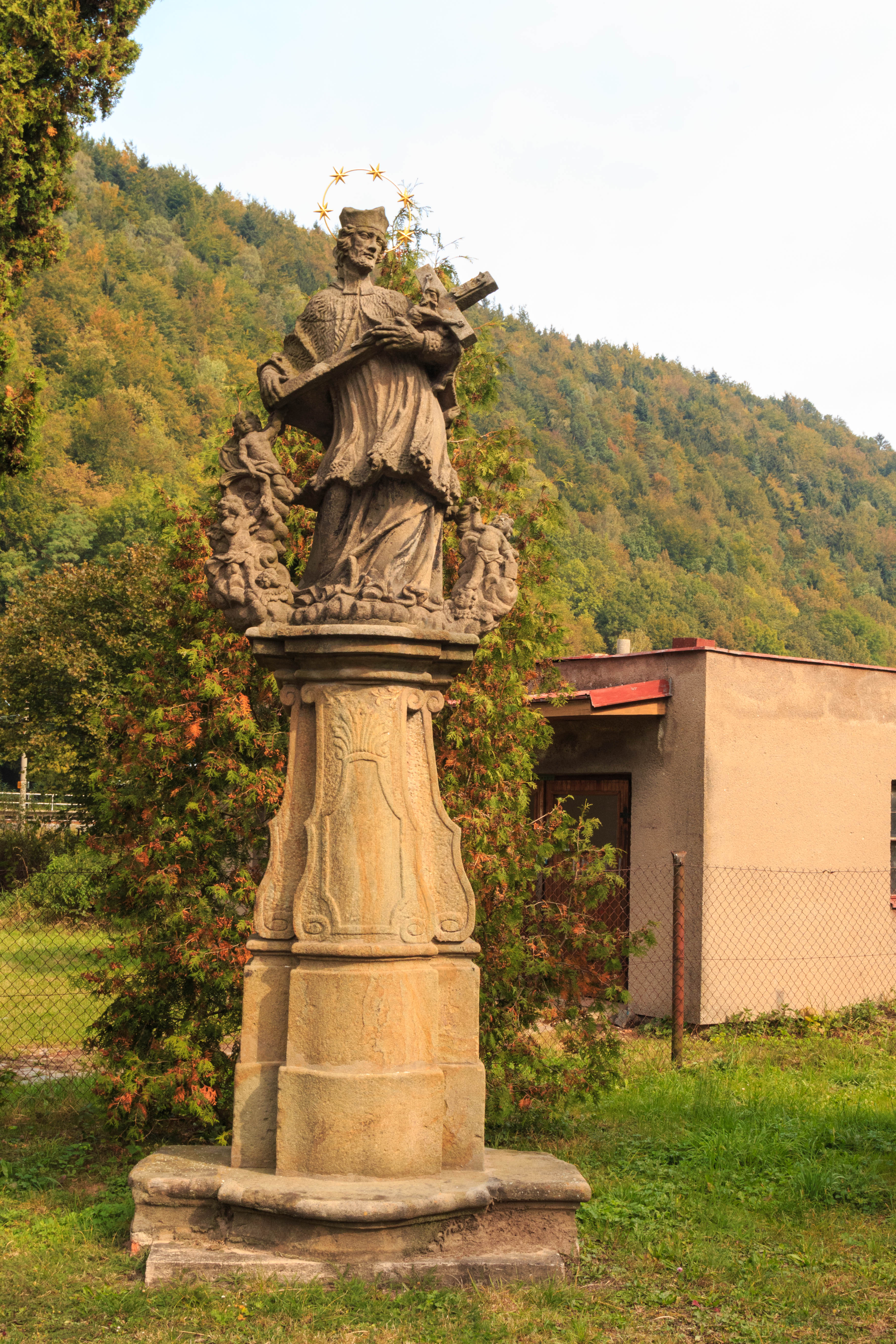
Socha svatého Jana Nepomuckého
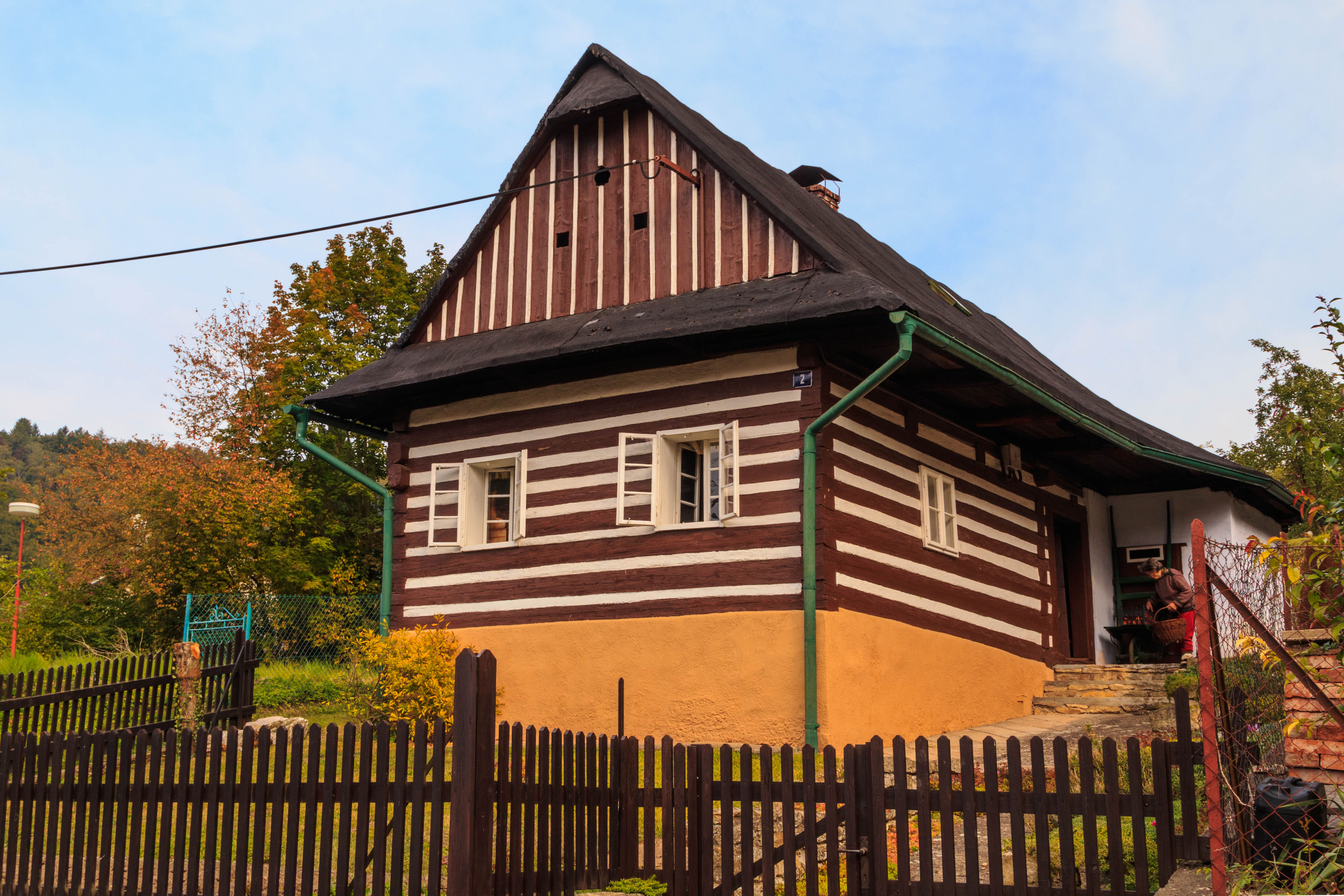
Dům čp. 2
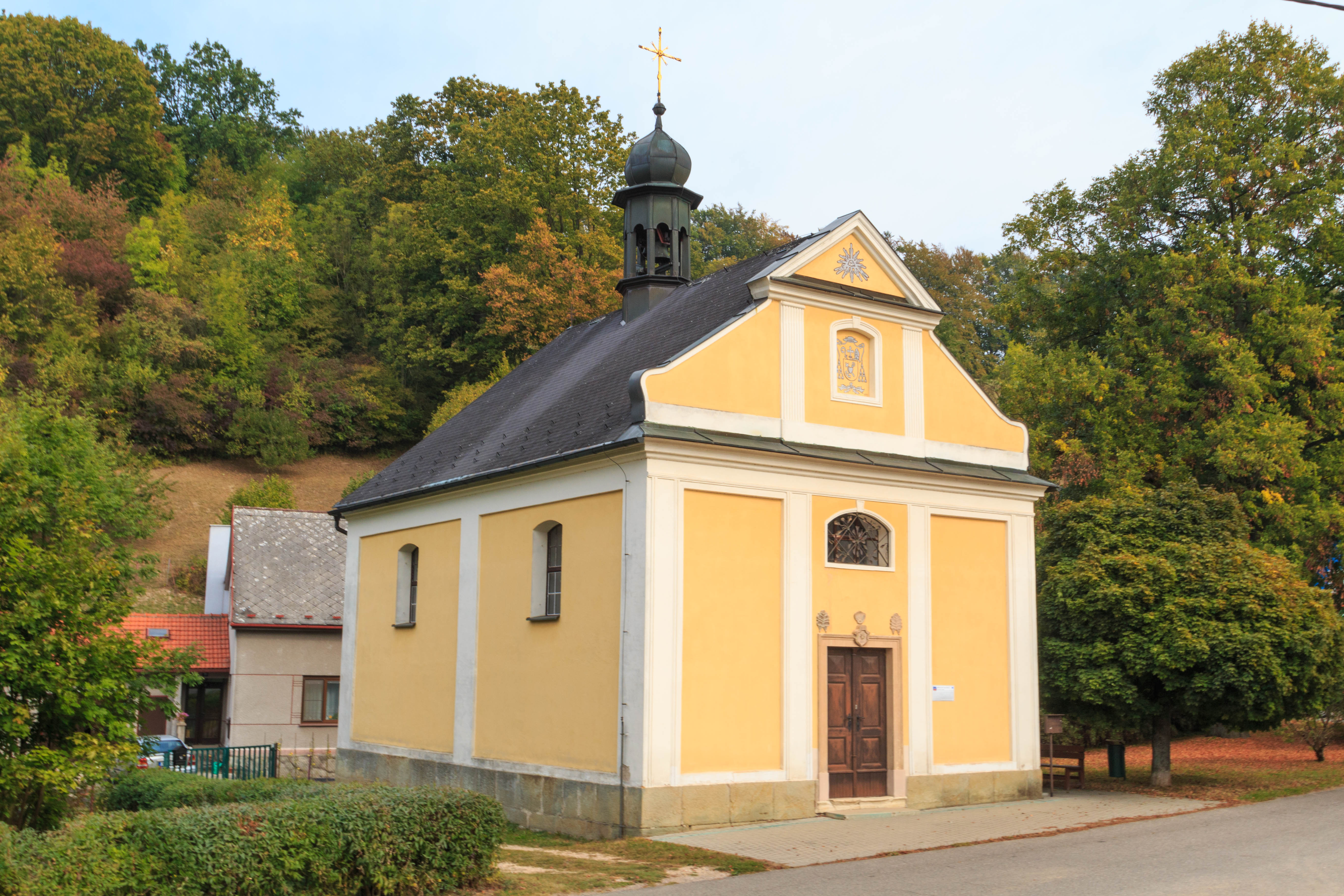
Kaple